# Jelebu
Jelebu (xinès: 日叻务; pinyin: Rì Lè Wù) és un dels estats que formen la federació de Negeri Sembilan, i un districte administratiu, el més gran de l'estat de Negeri Sembilan. La capital és Kampong Jelebu però el lloc principal fou Titi, amb una mina important, on hi ha el modern poble de Titi, i prop de l'altra mina important: Sungai Muntoh. El territori és boscós en general i a la part sud-oest hi ha la zona més seca de tota Malàisia, però hi ha riques mines sobretot d'estany.

## Història
Jelebu era una senyoria local quan el 1757 el senyor va agafar el títol de sultà. El 1773 hi va arribar el raja Melewar dels minangkabau que va ocupar part del país. Quan es va establir a Sri Menanti va deixar un governador (Yang di-Pertuan Muda Jelebu) a la zona controlada de Jelebu que va subsistir fins al 1884. El sobirà local va agafar el títol de Undang Luak Jelebu i a la meitat del segle va ingressar a la federació de Sri Menanti. Milers de xinesos van morir a les mines abans del domini britànic. El 1883 els britànics van declarar el protectorat i el sobirà de Sri Menanti va haver de renunciar a l'administració de la seva part (1884). Durant dos anys però va restar lligar a Sri Menanti fins que el 1886 el protectorat es va fer efectiu. L'1 de gener de 1895 els britànics el van retornar a la federació de Sri Menanti anomenada Negeri Sembilan (Nou Estats). Ocupar pels japonesos el 1942, l'explotació massiva de les mines va causar prop de cinc mil morts en tres anys

## Undang Luak Jelebu
- Datuk Moyang Saleh, sultà 1757-?
- Datuk Bukor
- Datuk Bakul
- Datuk Yunus
- Datuk Lob, final del segle xviii i començament del XIX
- Datuk Durama ?-vers 1820
- Datuk Penghulu Rangga Ali Tua Tuk Gila "Durongga"
- Datuk Pandak
- Datuk Mahmud (Kulup Tunggal)
- Datuk Ibrahim ?-vers 1883
- Datuk Saiyid Ali vers 1883-1902
- Datuk Abdullah ibni Panglima Muda 1902 - 1945
- Datuk Shamaruddin ibni Abdul Rahman 1945 - 1962
- Datuk Othman ibni Baginda 1962 - 1966
- Datuk Abu Bakar 1966 - 1979
- Datuk Musa bin Wahab 1980 -

## Yang di-Pertuan Muda Jelebu
- Tengku Ahmad Shah bin Singkul vers 1820-?
- Tengku Jaya bin Sabun ? vers 1872
- Tengku Etet bin Jaya 1872-1875
- Tengku Abdullah bin Radin 1875-1884
- Tengku Nambul bin Abdullah 1884-1886

## Collectors britànics dependents del resident a Sungai Ujong
- Edward Peregrine Gueritz 1885-1890
- Arthur Louis Keyser 1890-1897